# BMG Rights Management
BMG Rights Management GmbH (познат и као BMG) је дискографска кућа из Берлина.